# Entephria altivoltans
Entephria altivoltans là một loài bướm đêm trong họ Geometridae.